# Maria Leśniak
Maria Cecylia Leśniak, z domu Emeryk, primo voto Czajkowska, powszechnie określana jako Maria Leśniakowa, ps. „Maruta” (ur. 1902 w Gruzji, zm. 1987 w Londynie) – pułkownik Polskich Sił Zbrojnych, działaczka emigracyjna na polu kombatanckim, społecznym, charytatywnym i politycznym.

## Życiorys
Urodziła się w 1902 na Kaukazie w Gruzji. Pochodziła z rodu Emeryków zamieszkujących na tym obszarze. Jej rodzicami byli Piotr Emeryk (z zawodu prawnik i architekt, trudniący się wydobyciem rud manganu na obszarze kaukaskim, w latach 20. zaginął w Imperium Rosyjskim) i Cecylia z domu Regulska (siostra Michaliny, matki Zygmunta Waliszewskiego). Jej rodzeństwem byli Gustaw (inżynier górnik), Helena (architekt), Eugeniusz, Paweł, Natalia (1900–1954, po mężu Stabrowska), Irena (po mężu Stopniewicz).
Po zakończeniu I wojny światowej rodzina Emeryków powróciła do niepodległej II Rzeczpospolita i zamieszkała w pensjonacie „Ukrainka” w Konstancinie (wybudowany w 1914 według projektu Tadeusza Tołwińskiego, obecnie przy ul. Stefana Batorego 16, wpisana do rejestru zabytków w 2008). Maria studiowała w Wyższej Szkole Handlowej w Warszawie. Pracowała w Czerwonym Krzyżu. Po pierwszym mężu nosiła nazwisko Czajkowska. Później została żoną oficera dyplomowanego Jana Leśniaka.

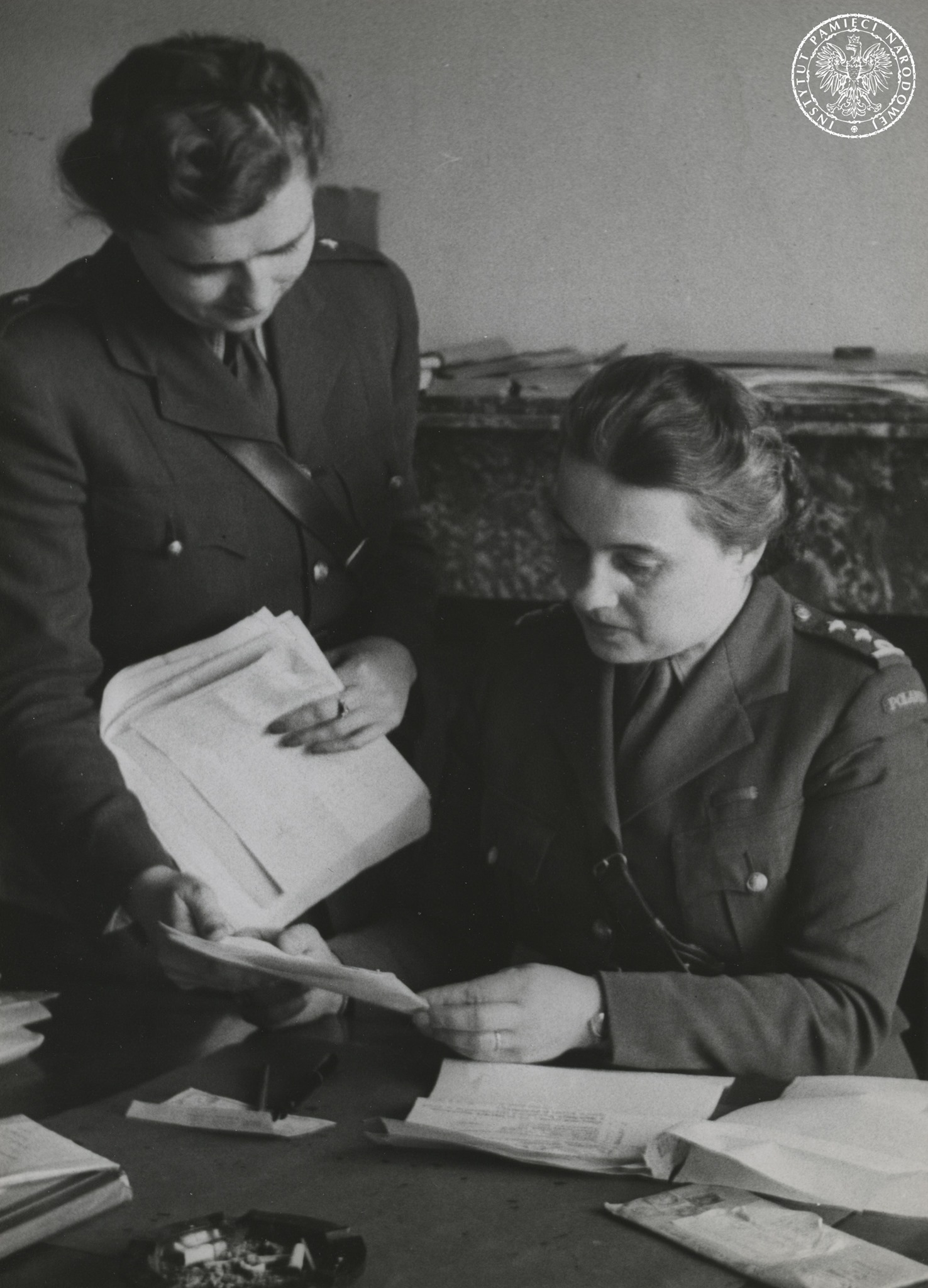
Maria Leśniakowa podczas służby w PSK

Po wybuchu II wojny światowej 1939 i klęsce polskiej przedostała się do Paryża, gdzie udzielała się w służbie Czerwonego Krzyża. Po upadku Francji trafiła do Szkocji. Wstąpiła do służby w Polskich Siłach Zbrojnych. 16 listopada 1942 została mianowana przez ministra spraw wojskowych gen. dyw. Mariana Kukiela zastępczynią komendantki głównej Pomocniczej Służby Wojskowej Kobiet, Zofii Leśniowskiej, a z dniem 18 lutego 1943 ten sam generał powierzył jej tymczasowo pełnienie funkcji komendantki głównej PSWK po uprzednim zwolnieniu Leśniowskiej. Po katastrofie w Gibraltarze z lipca 1943 i zaginięciu Zofii Leśniowskiej, Maria Leśniak pozostawała komendantką PSWK. Wojnę zakończyła w stopniu podpułkownika. Używała pseudonimu „Maruta”.

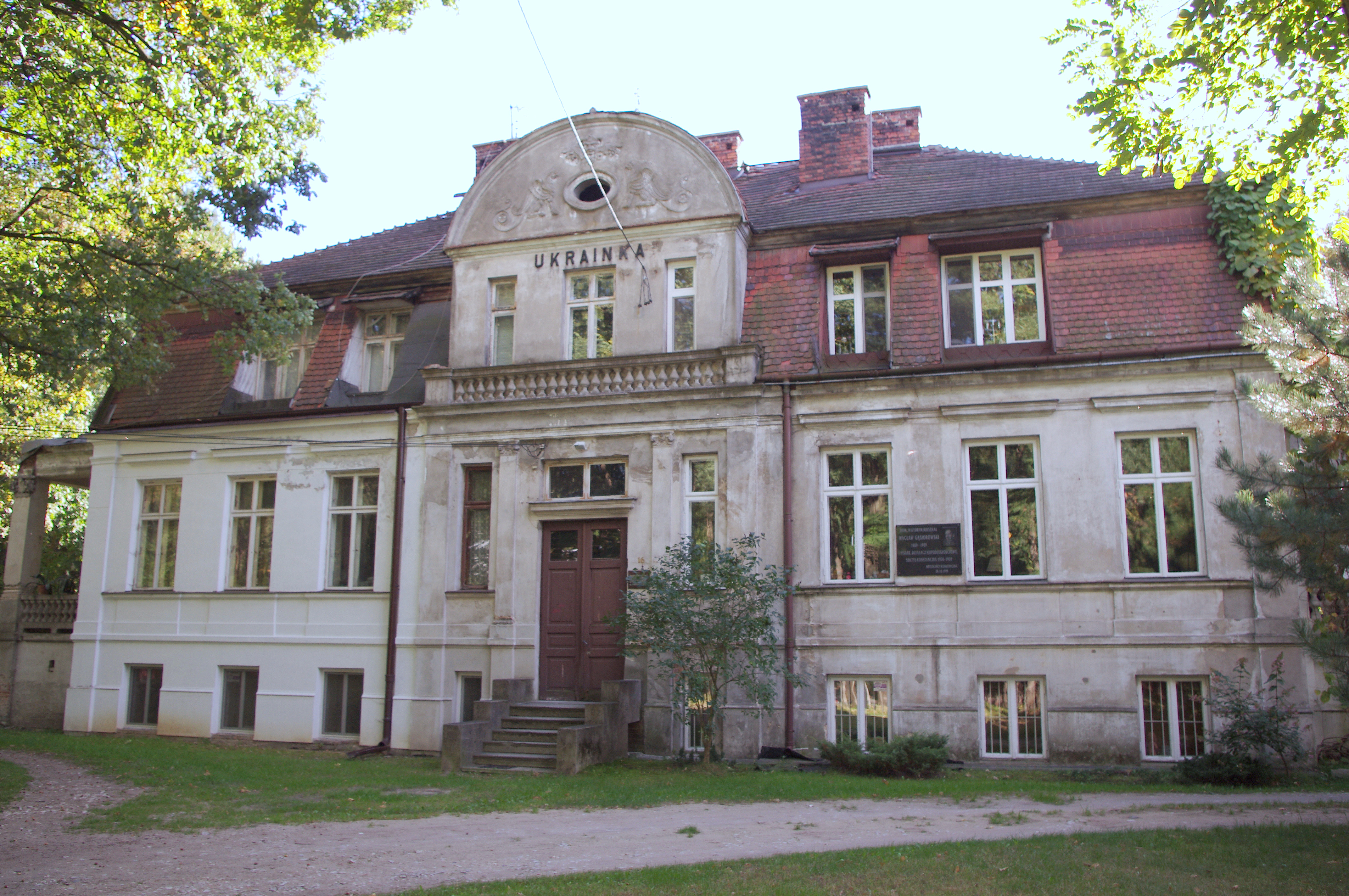
Willa „Ukrainka” w Konstancinie

Po wojnie pozostała na emigracji w Wielkiej Brytanii. Zamieszkiwała w Londynie i działała w tamtejszym Kole Kobiet b. Żołnierzy Polskich Sił Zbrojnych, prowadząc m.in. gromadzenie dokumentacji i pamiątek kobiet-żołnierzy PSZ i PSWK. Była przewodniczącą Zjednoczenia Polek na Emigracji. Z ramienia tej organizacji zasiadała w V Radzie Narodowej Rzeczypospolitej Polskiej (1973–1978), pełniąc funkcję sekretarza Prezydium RN. Od 1979 do 1981 była przewodniczącą Głównej Komisji Skarbu Narodowego. W stopniu pułkownika i jako przedstawicielka Kobiet Żołnierzy została przewodniczącą powołanego w 1982 Komitetu Honorowego Fundacji Armii Krajowej w Londynie. Organizowała pomoc materialną dla Polaków w ojczyźnie.
Po śmierci męża w 1976, z myślą o przeniesieniu i pochówku jego prochów oraz w przyszłości własnych, w latach 70. była inicjatorką stworzenia krypt, następnie – po akceptacji ks. prałata Kazimierza Sołowieja – wybudowanych przy kościele św. Andrzeja Boboli w Londynie (początkowo powstało 18 krypt po lewej stronie od głównego wejścia). Zmarła w 1987 w Londynie. Jej pogrzeb odbył się w piątek 20 marca 1987 w kościele św. Andrzeja Boboli w Londynie z udziałem licznych uczestników, w tym prezydenta RP na uchodźstwie Kazimierza Sabbata i sześciu księży odprawiających egzekwie żałobne (głównym celebransem był ks. prałat Stanisław Świerczyński), następnie uroczystości żałobne były kontynuowane w kaplicy krematorium w Mortlake.

## Odznaczenia
- Krzyż Komandorski Orderu Odrodzenia Polski (15 sierpnia 1980)[15]
- Krzyż Oficerski Orderu Odrodzenia Polski (11 listopada 1973)[16]